# Hilaire Vanbiervliet
Hilaire Vanbiervliet (Courtrai le 29 octobre 1890 - 1981) est un peintre belge de l'école expressionniste.
Il vivait entre Tiegem et la Normandie. En 1973, il reçut la médaille d'or "Arts, Sciences et Lettres" de l'Académie française pour l'ensemble de son œuvre des mains de l'écrivain français Marcel Achard, président de la commission.